# Dublin Metropolitan Police
Pour les articles homonymes, voir DMP.
La Dublin Metropolitan Police  (DMP) était la force de police de Dublin (Irlande) de 1836 à 1925, date à laquelle elle fusionna avec la nouvelle Garda Síochána. Elle reprenait la structure et l'organisation de la Metropolitan Police Service. Son recrutement jusqu'en 1921 fut essentiellement protestant.